# Spartacus: Az aréna istenei
A Spartacus: Az aréna istenei (eredeti cím: Spartacus: Gods of the Arena) 2011-es amerikai televíziós sorozat a Starz csatornán, mely a Spartacus: Vér és homok előzménysorozataként debütált 2011. január 21-én.

## Összefoglaló
A sorozat a Batiatus-ház felemelkedésének és a gladiátoriskola történetét meséli el, vagyis a Spartacus megjelenése előtti időszakot. A rabszolga gladiátorok élete a gladiátorviadalokból és a viadalokra való edzésből áll, gazdáik életét pedig a pompa, az ármánykodás, és a szex szövi át.
A történet továbbá nyomon követi Gannicus (Dustin Clare) életét, az első gladiátorét, aki bajnok lesz Capuában.

## Szereplők
| Szereplő         | Színész               | Magyar hang           |
| ---------------- | --------------------- | --------------------- |
| Quintus Batiatus | John Hannah           | Cseke Péter           |
| Lucretia         | Lucy Lawless          | Orosz Anna            |
| Gannicus         | Dustin Clare          | László Zsolt          |
| Oenomaus         | Peter Mensah          | Kálid Artúr           |
| Gaia             | Jaime Murray          | Peller Anna           |
| Naevia           | Lesley-Ann Brandt     | Pikali Gerda          |
| Diona            | Jessica Grace Smith   | Bogdányi Titanilla    |
| Ashur            | Nick Tarabay          | Kolovratnik Krisztián |
| Dagan            | Shane Rangi           |                       |
| Crixus           | Manu Bennett          | Epres Attila          |
| Barca            | Antonio Te Maioha     | Csankó Zoltán         |
| Solonius         | Craig Walsh-Wrightson | Mihályi Győző         |
| Melitta          | Marisa Ramirez        | Földes Eszter         |
| Titus Batiatus   | Jeffrey Thomas        | Ujréti László         |
| Tullius          | Stephen Lovatt        | Máté Gábor            |
| Vettius          | Gareth Williams       | Nagy Ervin            |
| Doctore          | Temuera Morrison      | Csuja Imre            |

## Epizódlista
| # | Eredeti cím         | Magyar cím     | Eredeti bemutató  | Magyar bemutató   |
| --- | ------------------- | -------------- | ----------------- | ----------------- |
| 01 | Past Transgressions | A Múlt Vétkei  | 2011. január 21.  | 2011. március 22. |
| Quintus Batiatus átveszi a capuai gladiátoriskola vezetését. Ő tekintélyre és politikai hatalomra törekszik Capuában és még azon túl is. Ennek érdekében befolyásos ismerősökre próbál szert tenni a politika és a társadalmi előkelők világában. Ehhez el kell érnie, hogy gladiátorai részt vehessenek a legkeményebb küzdelmekben. Ezért abban bízik, hogy Gannicus, a rossz hírű harcos dicsőséget fog hozni neki és a gladiátoriskolájának.                   |                     |                |                   |                   |
| 02 | Missio              | Kegyelem       | 2011. január 28.  | 2011. március 29. |
| Batiatusnak egy finoman kidolgozott tervvel sikerül elérnie, hogy Gannicus megőrizhesse vezető helyét Vettius közelgő játékain. Gannicus félelmetes és gátlástalan, aki küzdelem mellett csak borra és asszonyra szomjazik. Oenomaus vágya, hogy visszaszerezze régi rangját a gladiátoriskolában. Hamarosan új kihívások várnak rá. Először is Doctoréval kell összemérni erejét. Az összecsapásban Oenomaus megöli az ellenfelét, majd felveszi a Doctore címet. |                     |                |                   |                   |
| 03 | Paterfamilias       | Családfő       | 2011. február 4.  | 2011. április 5.  |
| Gannicusnak köszönhetően felragyog Batiatus csillaga. Tisztán látja az utat, amelyet végig kell járnia, hogy gazdag, és befolyásos római polgár lehessen. Batiatus nem engedheti, hogy kicsússzon az irányítás a kezei közül. Terveihez társat talált hűséges és számító feleségében, Lucretiában, és annak csábító barátnőjében, Gaiában. Ők hárman mindent megtesz azért, hogy irányítsák az embereket és megszerezzék a hatalmat Capuában.                      |                     |                |                   |                   |
| 04 | Beneath the Mask    | A maszk mögött | 2011. február 11. | 2011. április 12. |
| Hatalmi harc alakul idősebb és az ifjabb Batiatus közt. Egy illető megemlíti, hogy hallott az örömökről, amelyek a Lucretia házában kaphatók. Gaia lehetőséget lát ebben, de az idősebb Batiatus nem engedne tivornyát, de sikerül meggyőzniük, hogy utazzon el néhány napra. Ennek örömére partit rendeznek, de az esemény tragédiával végződik. |                     |                |                   |                   |
| 05 | Reckoning           | A számvetés    | 2011. február 18. | 2011. április 19. |
| Gaia halála megerősíti Quintust abban, hogy bosszút álljon Tulliuson. Az idősebb Batiatus kíváncsi, hogy gladiátorai mire képesek, ezért egymás elleni harcra utasítja őket. Gannicus és Melitta érzelmileg egyre közelebb kerülnek egymáshoz. |                     |                |                   |                   |
| 06 | The Bitter End      | A keserű vég   | 2011. február 25. | 2011. április 26. |
| Batiatus halott apját gyászolja, és mindenért Tulliust okolja, ezért bosszúra készül. Solonius azonban egy jobb megoldást kínál fel megoldásként. Az új aréna építése a végéhez ér és az avatását gladiátorharccal ünneplik meg. A küzdelmek közü Crixus és Gannicus csatája emelkedik ki, akik szeretnék eldönteni az elsőség kérdését: Aki nyer az szabad lehet és elhagyhatja a gladiátoriskolát.                                                               |                     |                |                   |                   |